# Festivals de la Cançó de la UAR
El Festival de la Cançó de la UAR (oficialment en anglès ABU Song Festival, esdeveniment conegut anteriorment com a Festival de la Cançó d'Asiavisió i Our Sound - The Asia-Pacific Song Contest) és un esdeveniment musical basat en el Festival de la Cançó d'Eurovisió, que adapta el format a la regió Àsia-Pacífic. El format consta de dos espectacles, el Festival Televisiu (oficialment ABU TV Song Festival) i el Festival Radiofònic (oficialment ABU Radio Song Festival).
La Unió de Radiodifusió d'Àsia-Pacífic (UAR), va adquirir els drets de la Unió Europea de Radiodifusió, creadora del Festival de la Cançó d'Eurovisió, per a la celebració d'un festival de cançons similar al de la UER en l'àmbit de l'Àsia i Oceania. La primera edició dels festivals es va celebrar en Seül, Corea del Sud l'11 i el 14 d'octubre de 2012, coincidint amb la 49a Assemblea General de la UAR.
Tant en el festival de televisió com en el de ràdio, els països participants presenten cançons que són interpretades en directe.

## Història
El concepte va ser anunciat originalment en 2007, quan la Unió Europea de Radiodifusió, entitat organitzadora del Festival de la Cançó d'Eurovisió, va anunciar la venda del format a l'empresa Asiavision Pte Limited, la qual projectava crear un festival similar a l'Àsia. Al contrari del Festival d'Eurovisió, produït per televisions públiques, el festival asiàtic anava a ser organitzat al principi per una empresa privada.
El nom original de l'esdeveniment seria Asiavision Song Contest (Festival de la Cançó d'Asiavisió), però es va canviar el nom pel de Our Sound - The Àsia-Pacific Song Contest després d'un acord entre l'empresa Asiavision Pte Limited i la Unió de Radiodifusió d'Àsia-Pacífic (UAR).
Inicialment, s'havia previst estrenar el festival en 2009. Posteriorment, es va retardar a 2010, però no va arribar a celebrar-se.
El vuit de novembre de 2011, els delegats de la UAR que s'havien reunit en la seva 48a Assemblea General a Nova Delhi (l'Índia) van acordar engegar el projecte coincidint amb la celebració de l'assemblea general que se celebraria a l'octubre de 2012 a Seül (Corea del Sud). Kenny Kihyung Bae, triat per ser el director del projecte, va assistir al Festival de la Cançó d'Eurovisió 2012 a Bakú, Azerbaidjan, per engegar el projecte a l'Àsia i Oceania.
Finalment, al maig de 2012, la UAR va confirmar la celebració dels festivals a Seül l'11 i el 14 octubre de 2012.

## Format
L'esdeveniment està dividit en dos festivals de la cançó: el Festival Televisiu de la Cançó de la UAR i el Festival Radiofònic de la Cançó de la UAR. El Festival Radiofònic va ser en origen un concurs en què un jurat determinava els cinc primers premis, mentre que el Festival Televisiu no tenia caràcter competitiu. La final de la primera edició del Festival Radiofònic es va celebrar a Seül l'11 d'octubre de 2012 amb la participació de 16 països. El país guanyador d'aquesta primera edició va ser l'amfitrió, Corea del Sud, representat per Bily Acoustie amb la cançó "For a rest".
El primer Festival Televisiu es va celebrar així mateix a Seül tres dies després, el 14 d'octubre de 2012, amb la participació d'11 països.
L'organització de la segona edició del Festival Televisiu va ser assignada a Vietnam, que celebraria l'esdeveniment el 26 d'octubre de 2013 a Hanoi, la capital del país.
La segona edició del festival radiofònic no es va celebrar en canvi fins a maig de 2014, a Colombo, Sri Lanka, de manera que va perdre el seu caràcter competitiu. L'organització de la tercera edició del Festival Televisiu del mateix any va ser assignada a Macau. La quarta edició del festival televisiu va ser assignada a Turquia.

### Festival Televisiu de la Cançó de la UAR
| Any  | Ciutat       | País                         | Participants | Països debutants                                                                                               |
| ---- | ------------ | ---------------------------- | ------------ | --- |
| 2012 | Seül         | Corea del Sud                | 11           | Afganistan, Austràlia, Xina, Corea del Sud, Hong Kong, Indonèsia, Japó, Malàisia, Singapur, Sri Lanka, Vietnam |
| 2013 | Hanoi        | Vietnam                      | 15           | Brunei, Iran, Kirguizstan, Tailàndia                                                                           |
| 2014 | Macau        | Macau                        | 12           | Macau, Maldives, Turquia                                                                                       |
| 2015 | Istanbul     | Turquia                      | 12           | Índia, Kazakhstan                                                                                              |
| 2016 | Jakarta      | Indonèsia                    | 12           | Mongòlia |
| 2017 | Chengdu      | República Popular de la Xina | 14           | Turkmenistan, Zàmbia                                                                                           |
| 2018 | Ashgabat     | Turkmenistan                 | 16           | Benín, Rússia, Uzbekistan                                                                                      |
| 2019 | Tòquio       | Japó                         | 11           | |
| 2020 | Kuala Lumpur | Malàisia                     | 14           | |

### Festival Radiofònic de la Cançó de la UAR
| Any  | Organització | Organització                 | Organització | Cançó Guanyadora | Cançó Guanyadora | Cançó Guanyadora | Cançó Guanyadora |
| Any  | Ciutat       | País                         | Participants | Títol            | Idioma           | Artista          | País             |
| ---- | ------------ | ---------------------------- | ------------ | ---------------- | ---------------- | ---------------- | ---------------- |
| 2012 | Seül         | Corea del Sud                | 13           | "For a rest"     | Coreà            | Bily Acoustie    | Corea del Sud    |
| 2014 | Colombo      | Sri Lanka                    | 12           | No competitiu    | No competitiu    | No competitiu    | No competitiu    |
| 2015 | Yangon       | Myanmar                      | 10           | No competitiu    | No competitiu    | No competitiu    | No competitiu    |
| 2016 | Pequín       | República Popular de la Xina | 14           | No competitiu    | No competitiu    | No competitiu    | No competitiu    |
| 2017 | Cancel·lat   | Cancel·lat                   | Cancel·lat   | Cancel·lat       | Cancel·lat       | Cancel·lat       | Cancel·lat       |
| 2018 | Astanà       | Kazakhstan                   | 10           | No competitiu    | No competitiu    | No competitiu    | No competitiu    |

### Festival Internacional de Dansa de la UAR
El Festival Internacional de Dansa de la UAR és un esdeveniment organitzat per la Unió Àsia-Pacífic de Radiodifusió sobre balls. La data inicial estava planificada per tenir lloc al novembre de 2016, però va ser ajornat per a gener de 2017. El festival va ser proposat per Prasar Bharati per a ser una competició.
| Any  | Data                | País amfitrió | Ciutat amfitriona | Local             | Participants |
| ---- | ------------------- | ------------- | ----------------- | ----------------- | ------------ |
| 2017 | 15 de gener de 2017 | Índia         | Hyderabad (Índia) | Shilpakala Vedika | 17           |
| 2019 | 9 de març de 2019   | Índia         | Nova Delhi        | Hotel Taj Palace  | 16           |

### Festival de la Cançó de la UAR
El Festival de la Cançó de la UAR (ABU Àsia-Pacific Song Contest en anglès) és un futur festival competitiu de la cançó que podria celebrar-se per primera vegada a principis de l'any 2020. La creació d'aquest festival competitiu, va ser acordada pel canal de televisió privat xinès Hunan TV i per la Unió Asiàtica de Radiodifusió.
| Any  | Organització          | Organització | Organització                 | Organització | Cançó Guanyadora | Cançó Guanyadora | Cançó Guanyadora | Cançó Guanyadora | Països debutants                                                  |
| Any  | Data                  | Ciutat       | País                         | Participants | Títol            | Idioma           | Artista          | País             | Països debutants                                                  |
| ---- | --------------------- | ------------ | ---------------------------- | ------------ | ---------------- | ---------------- | ---------------- | ---------------- | ----------------------------------------------------------------- |
| 2020 | 16-18 d'abril de 2020 | Qingdao      | República Popular de la Xina | Cancel·lat   | Cancel·lat       | Cancel·lat       | Cancel·lat       | Cancel·lat       | Brunei, Indonèsia, República Popular de la Xina, Vanuatu, Vietnam |